# Michael Stevenson
Michael Stevenson, né le 10 juillet 1984 à Säffle, est un coureur cycliste suédois.

## Palmarès
- 2007
  -  Champion de Suède du relais d'équipe (avec Christofer Stevenson et Tony Widing)
- 2008
  - 3e de la Scandinavian Race Uppsala
- 2009
  - Solleröloppet
- 2010
  -  Champion de Suède sur route
  - 2e du Grand Prix de la Somme
- 2011
  - 3e de la Scandinavian Race Uppsala

## Classements mondiaux
| Année            | 2008 | 2009 | 2010 | 2011 |
| ---------------- | ---- | ---- | ---- | ---- |
| UCI America Tour | 327e |      |      |      |
| UCI Europe Tour  | 636e | 482e | 105e | 541e |